# Tempel der Magna Mater
Koordinaten: 41° 53′ 22,2″ N, 12° 29′ 5,8″ O

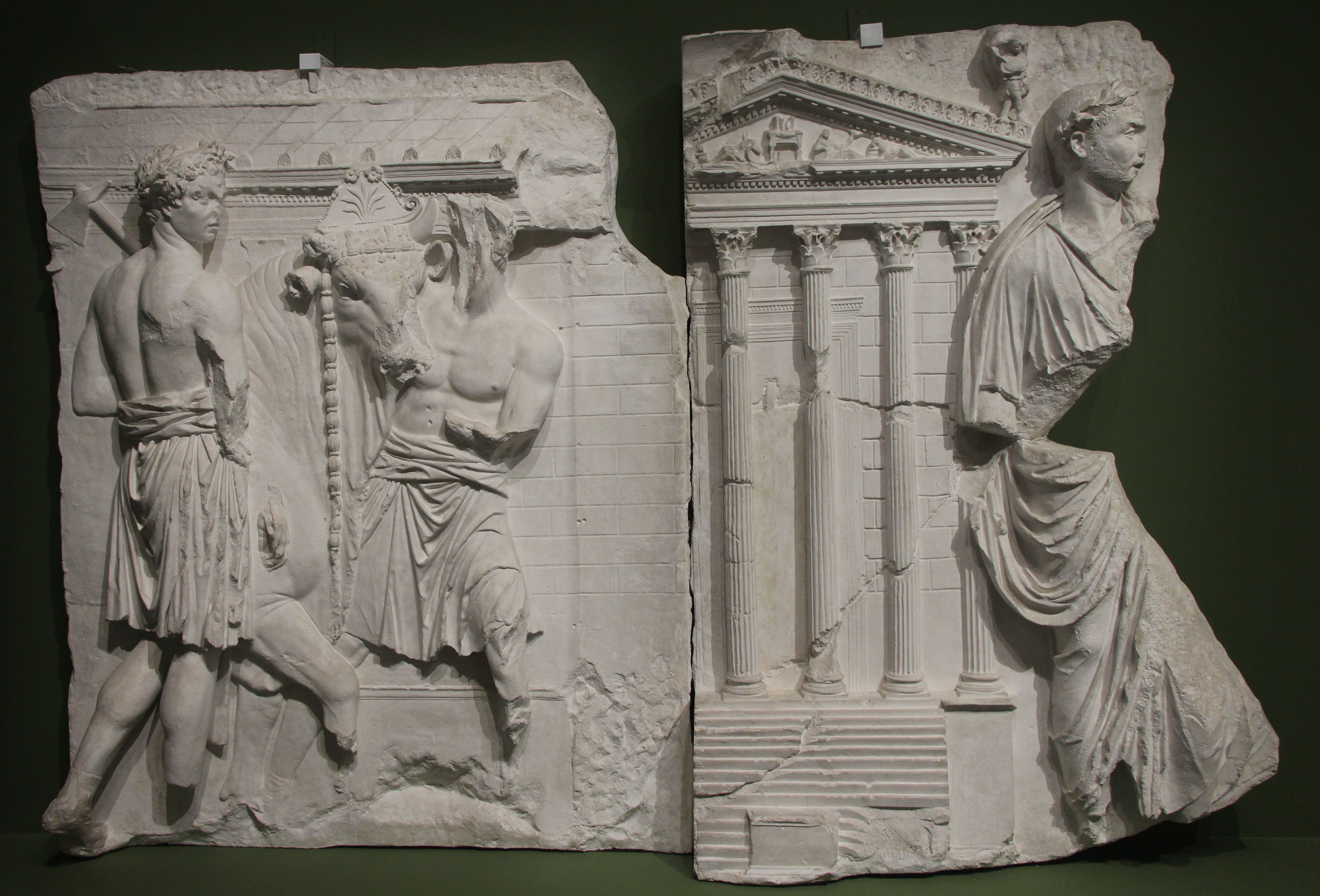
Reliefdarstellung einer Prozession zum Magna-Mater-Tempel (Abguss im Museo della Civiltà Romana)

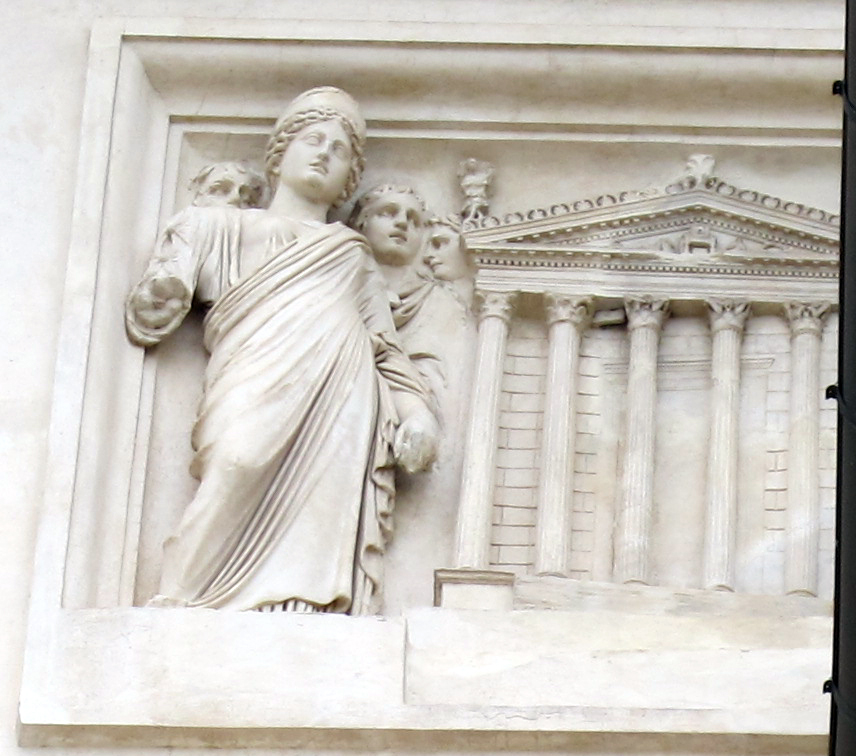
Reliefdarstellung des Magna-Mater-Tempels (Villa Medici, Rom)

Der Tempel der Magna Mater war einer der Tempel auf dem Palatin in Rom.

## Kult
Der Magna Mater-Kult wurde aufgrund eines Spruches der Sibyllinischen Bücher während des Zweiten Punischen Krieges im Jahr 204 v. Chr. in Rom eingeführt. In diesem Jahr brachte eine römische Delegation einen Meteoritstein aus dem phrygischen Heiligtum der Göttin Kybele in Pessinus nach Rom. Der Stein wurde in eine Silberstatue eingearbeitet und zunächst im Victoriatempel auf dem Palatin aufgestellt. Die Römer gaben der phrygischen Göttin den Namen Mater Deum Magna Idaea (Große Göttermutter vom Berg Ida). Am 11. April 191 v. Chr. wurde ihr ein eigener Tempel auf dem Palatin geweiht. Zu dieser Gelegenheit wurden als kultisches Fest die Ludi Megalenses eingeführt, die jedes Jahr vom 4. bis 11. April vor dem Tempel gefeiert wurden. Die Fasti Antiates maiores und die Fasti Quirinales gelten als älteste Textzeugen für die Datierung der Festtage. Spätere Fasti-Überlieferungen enthalten einen Übertragungsfehler, weshalb die dort angegebene Festdauer 4. bis 10. April als unzutreffend anzusehen ist.

## Baugeschichte
Der erste, 191 v. Chr. von dem Prätor Marcus Iunius Brutus geweihte Bau brannte im Jahr 111 v. Chr. ab, wurde aber umgehend von einem Metellus, wahrscheinlich dem Konsul des Jahres 109 v. Chr., Quintus Caecilius Metellus Numidicus, wieder aufgebaut, um im Jahr 3 n. Chr. erneut einem Brand zum Opfer zu fallen. Augustus erneuerte diesen Bau – aedem Matris Magnae in Palatio feci (»ich habe den Tempel der Magna Mater auf dem Palatin errichtet«; res gestae 19) –, der schließlich bis ins 4. Jahrhundert bestehen blieb. An der Westseite des Palatins, beim oberen Ende der Scalae Caci fanden sich bei den Resten eines Tempels zahlreiche mit der Magna Mater zu verbindende Inschriften, der Teil einer überlebensgroßen weiblichen Sitzstatue sowie die Fragmente einer Basis mit Pranken von Löwen, den üblichen Begleitfiguren der Göttin. Die Identifizierung des Tempels mit dem der Magna Mater gilt daher als gesichert.

## Befundbeschreibung
Vor allem das Podium des Tempels ist gut erhalten, darüber hinaus sind Fragmente der Säulenbasen, der Kapitelle und des Geisons dem Bau zuzuordnen. Allgemein werden die Fragmente mit der augusteischen Erneuerung in Verbindung gebracht, doch könnten sie auch mit einer nicht überlieferten Instandsetzung aus der Zeit um 40/30 v. Chr. zu verbinden sein.
Dem Podium zufolge war der Tempel etwa 17 Meter breit und 33 Meter lang. Das Podium aus Opus caementitium weist deutlich zwei Bauphasen auf, die mit dem metellischen Bau und dem augusteischen Bau zu verbinden sind. Demnach wurde das Podium in augusteischer Zeit deutlich erhöht. Hierzu muss die gesamte ältere Bausubstanz der aufgehenden Architektur republikanischer Zeit abgetragen worden sein. Möglicherweise ist das bei den Ausgrabungen gefundene Fragment eines italisch-korinthischen Kapitells der Außenordnung der metellischen Bauphase zuzuordnen. Ein in der Cella gefundenes italisch-ionisches Kapitell könnte mit der Innenordnung dieses Baus verbunden werden.
Dem archäologischen Befund nach handelte es sich bei dem augusteischen Tempel um einen hexastylen Prostylos mit vier Säulen tiefer Vorhalle. Die Säulen standen auf plinthenlosen attischen Basen und trugen korinthische Kapitelle, die jeweils aus zwei Werkstücken gearbeitet waren. Die Basislänge betrug 1,34 Meter, der untere Säulendurchmesser 1,02 Meter, so dass sich eine Säulenhöhe von etwa 10 Meter ermitteln lässt. Das ungewöhnliche Fehlen der Plinthe an Säulenbasen mittelaugusteischer Zeit legt die Vermutung nahe, dass es sich bei den Basen um wiederverwendete Bauglieder eines republikanischen Vorgängerbaus handelt. Das Gebälk ist nicht erhalten, lässt sich aber in Analogie zu allen anderen Bauten Roms dieser Zeit mit ionischen Architrav und Fries rekonstruieren. Darüber folgte das in Teilen erhaltene Konsolengeison. Alle äußeren Bauglieder waren aus Peperin gearbeitet und mit weißem Stuck überzogen worden. Dies ist insofern beachtenswert, als alle anderen augusteischen Tempelbauten, die Augustus selbst sich rühmte erneuert zu haben, aus Marmor waren.
Der Tempel wies eine Innenordnung mit korinthischen Säulen auf, die sich entlang der Langseiten auf einem Podest erhoben, dessen Caementiciumkern noch erhalten ist. Die zugehörigen Kapitelle waren aus Marmor, auch das Paviment wurde aus Marmorplatten gebildet. Die Rückseite der Cella nahm auf ganzer Breite ein schmaler, hinsichtlich seiner Funktion nicht näher bestimmbarer Raum ein. Ob er zugänglich war, ist aufgrund der Befundlage nicht zu entscheiden. Vor der Mitte der Cellarückwand befinden sich die Caementiciumreste einer großen Basis, die das Kultbild trug. Über die weitere Ausstattung der Cella ist nichts bekannt.